# Vălko Červenkov
Vălko Velev Červenkov (in bulgaro Вълко Велев Червенков?; Zlatica, 6 settembre 1900 – Sofia, 21 ottobre 1980) è stato un politico comunista bulgaro e primo ministro della Repubblica Popolare di Bulgaria.

## Biografia
Červenkov nacque a Zlatica, Bulgaria. Divenne comunista nel 1919 e partecipò alle attività del gruppo dei giovani comunisti e all'edizione del loro giornale. Prese anche parte alla fallita rivolta comunista del 1923.
Nel 1925 Červenkov scappò in Unione Sovietica, dove frequentò una scuola marxista-leninista a Mosca e diventò in seguito direttore della stessa scuola. Diventò anche un sostenitore del dittatore sovietico Iosif Stalin: nel 1941 era direttore di una stazione radiofonica che trasmetteva messaggi antinazisti e pro-sovietici al popolo bulgaro.
Nel 1944 Červenkov tornò in Bulgaria, dove divenne membro del governo che prese servizio subito dopo la seconda guerra mondiale nel 1945: questo governo divenne presto controllato dai comunisti. Červenkov fu Ministro della Cultura nel 1947, candidato primo ministro nel 1949, segretario generale del Partito nel 1949 e Primo ministro della Bulgaria nel 1950.
Il supporto alla leadership di Červenkov proveniva principalmente dal governo sovietico. Dopo la morte di Stalin nel 1953, il governo dell'URSS iniziò a porsi in contrasto a Červenkov, che perse gran parte del suo potere e dovette dimettersi dalla posizione di segretario generale il 4 marzo 1954 (e fu sostituito da Todor Živkov) e dalla posizione di Primo ministro il 17 aprile 1956. Si ripresentò come candidato Primo Ministro, ma perse nel 1961 e si ritirò dalla politica. Fu espulso dal partito nel 1962 e riammesso nel 1969. Morì a Sofia, Bulgaria nel 1980.